# Economia de l'Afganistan

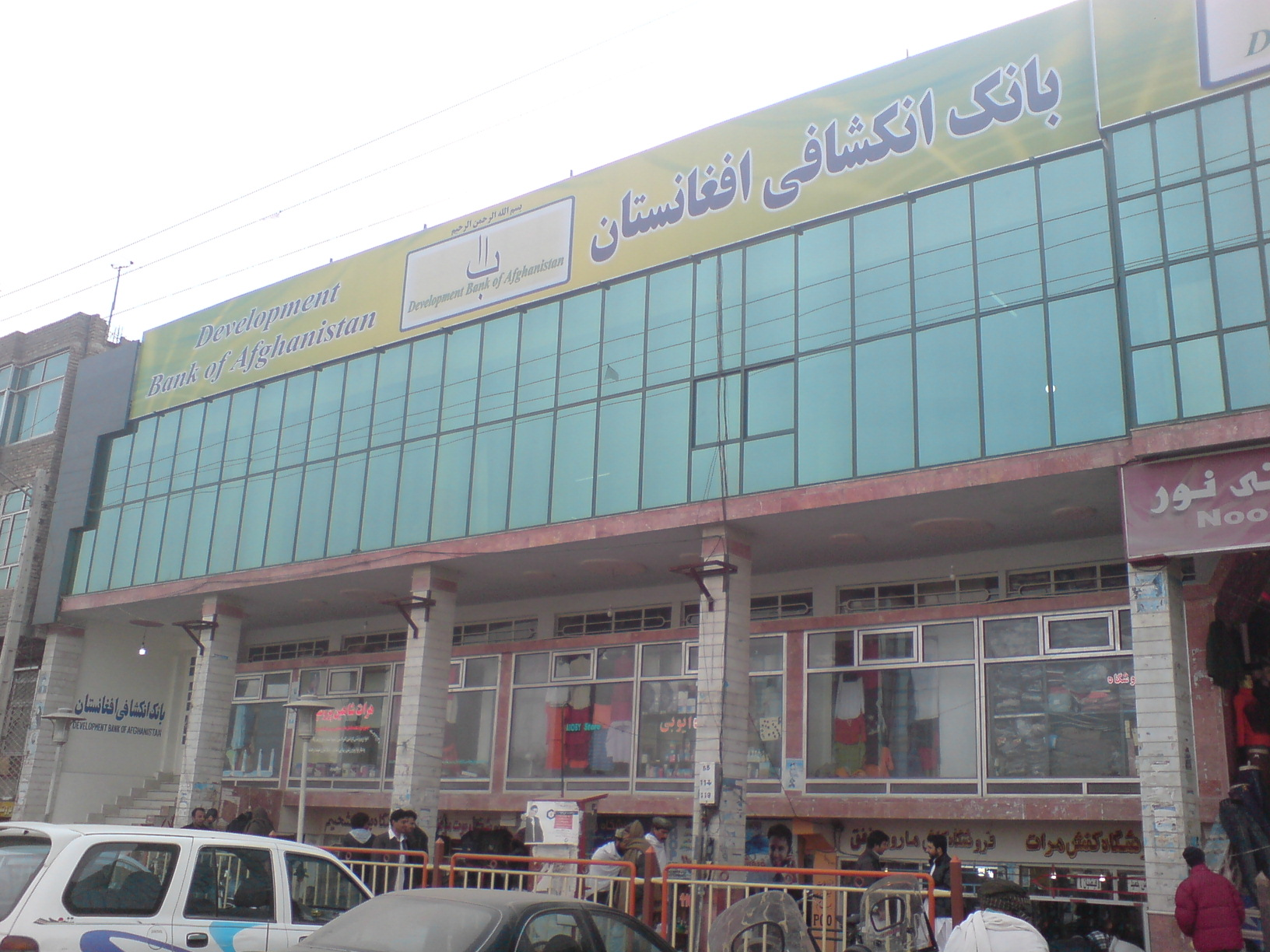
Banc de Desenvolupament de l'Afganistan.

L'economia de l'Afganistan es recupera de dècades de conflictes, i hi ha millorat després de la caiguda del Taliban el 2001, especialment per l'ajuda estrangera i la recuperació de l'agricultura. El producte interior brut va sobrepassar els 7% en 2008.
El país és molt pobre, sense sortida per al mar, i altament depenent d'ajuda externa, de l'agricultura, i del comerç amb els països veïns. Gran part de dona població no té habitacions adequades, aigua neta, electricitat, assistència mèdica i treball. Crim, inseguretat i la incapacitat del govern d'estendre el control de la llei a tot el país són desafiaments al futur creixement econòmic.